# Stazione di Kushigahama
La stazione di Kushigahama (櫛ヶ浜?, Kushigahama-eki) è una fermata ferroviaria situata nella città di Shūnan, nella prefettura di Yamaguchi in Giappone. Si trova lungo la linea principale Sanyō della JR West ed è il termine della linea Gantoku, sebbene tutti i treni provenienti da Iwakuni proseguino fino a Tokuyama.

## Linee e servizi
JR West
■ Linea principale Sanyō
■ Linea Gantoku

## Caratteristiche
La fermata è dotata di un marciapiede laterale e due a isola con quattro binari in superficie collegati da sovrappassaggio.
| 1 | ■ Linea principale Sanyō | per Tokuyama e Hōfu     |
| 2 | ■ Linea principale Sanyō | per Iwakuni e Hiroshima |
| 3 | ■ Linea Gantoku          | per Tokuyama            |
| 4 | ■ Linea Gantoku          | per Suō-Takamori e Kuga |

## Stazioni adiacenti
| «                      | Servizio               | »                      |
| Linea principale Sanyō | Linea principale Sanyō | Linea principale Sanyō |
| ---------------------- | ---------------------- | ---------------------- |
| Kudamatsu              | Locale                 | Tokuyama               |
| Linea Gantoku          |                        |                        |
| Suō-Hanaoka            | Locale                 | (Tokuyama)             |